# 象山区
象山区（しょうざん-く）は中華人民共和国広西チワン族自治区桂林市に位置する市轄区。

## 行政区画
- 街道:南門街道、象山街道、平山街道
- 鎮:二塘鎮

## 交通

### 鉄道
- 中国国家鉄路集団
  - 衡柳線
    - 桂林駅

### 道路
- 国道
  - G321国道
  - G357国道（中国語版）